# 카빌어 위키백과

카빌어 위키백과는 카빌어로 운영되는 위키백과 언어판이다. 2007년에 시작되었다. 기호는 kab이다.